# Bouillon (Pyrénées-Atlantiques)
Bouillon ist eine französische Gemeinde mit 158 Einwohnern (Stand 1. Januar 2022) im Département Pyrénées-Atlantiques in der Region Nouvelle-Aquitaine. Die Gemeinde gehört zum Arrondissement Pau und zum Kanton Artix et Pays de Soubestre (bis 2015: Kanton Arzacq-Arraziguet).
Der Name in der gascognischen Sprache lautet Bolhon.

## Geographie
Bouillon liegt ca. 35 km nördlich von Pau in der historischen Provinz Béarn im Norden des Départements. Der Ortskern befindet sich auf einer Anhöhe von (172 m) oberhalb des Tals des Luy de Béarn.
Umgeben wird der Ort von den Nachbargemeinden:
| Morlanne |                                             | Garos  |
| Pomps    | Kompassrose, die auf Nachbargemeinden zeigt | Etsaut |
|          | Géus-d’Arzacq Uzan                          |        |

Obwohl die Grenze der Gemeinde zu Géus-d’Arzacq zu einem kleinen Teil durch den Luy de Béarn markiert wird, wird Bouillon gemäß der Gewässerdatenbank SANDRE von keinem Fließgewässer durchströmt.

## Geschichte
Seit dem 13. Jahrhundert entwickelte sich das Töpferhandwerk in der Gemeinde und gewann eine immer größer werdende Bedeutung bis zu Beginn des 20. Jahrhunderts. Die Handwerker in Bouillon und im Nachbarort Garos wandten eine Technik an, die dem Ton die Konsistenz von Steinzeug gibt. In der Mitte des 19. Jahrhunderts waren ein Drittel der Einwohner in dieser Aktivität beschäftigt.
In der Volkszählung des Béarn von 1385 wurden in Bolhoo oder Bolhon 30 Haushalte gezählt und vermerkt, dass das die Gemeinde in der Bailliage von Garos liegt.
Auf der Karte von Cassini 1750 ist die Gemeinde in der heutigen Form eingezeichnet.

### Einwohnerentwicklung
Nach Höchstständen der Einwohnerzahl bis zur Mitte des 19. Jahrhunderts mit über 300 Einwohnern reduzierte sich die Zahl erheblich, bis sie in den 1990er Jahren auf unter 100 fiel. Seitdem hat sie sich wieder um mehr als 50 % erholt.
| Jahr      | 1962 | 1968 | 1975 | 1982 | 1990 | 1999 | 2006 | 2009 | 2022 |
| --------- | ---- | ---- | ---- | ---- | ---- | ---- | ---- | ---- | ---- |
| Einwohner | 112  | 122  | 124  | 101  | 97   | 98   | 117  | 142  | 158  |

## Sehenswürdigkeiten
- Kirche, gewidmet Martin von Tours. Die romanische Kirche von Bouillon befindet sich auf einer kreisförmigen Terrasse, auf der auch eine Erdhügelburg gestanden haben könnte. Das heutige Gebäude stammt aus dem 17. Jahrhundert, könnte aber an der Stelle einer früheren Burgkapelle errichtet worden sein. Das dreischiffige Langhaus ist mit einer halbrunden Apsis abgeschlossen. Bei Umarbeiten im 18. Jahrhundert ist der schiefergedeckte Glockenturm hinzugefügt worden. Weitere umfangreiche Umbauten und Restaurierungen erfolgten im 18. und 19. Jahrhundert. Die Glasfenster sind Werke des renommierten Toulouser Glasmalers Louis-Victor Gesta im Jahre 1927.[8] Eines der Fenster zeigt den heiligen Martin, das andere Therese von Lisieux.[9]
- Herrenhaus. Es ist das Resultat von zwei Bauaktivitäten, eine im Mittelalter für die Errichtung des vorderen Gebäudeteils, eine zweite im 17. Jahrhundert für das hintere. Da es sich auf der gleichen Terrasse hoch über dem Luytal wie die Kirche befindet, ist anzunehmen, dass die Gebäudegruppe aus einer umgebauten mittelalterlichen Siedlung hervorgeht.[10]

## Wirtschaft und Infrastruktur
Die Bewohner von Bouillon führen die Tradition des Töpferhandwerks fort und unterhalten mehrere Werkstätten. Jeden Herbst wird zusammen mit der Nachbargemeinde Garos ein großer Keramikmarkt abgehalten.

### Verkehr
Die Gemeinde wird durchquert von der Route départementale 262.